# قهوه پدری
قهوه پدری، با نام اولیهٔ پدر قهوه، یک مجموعهٔ نمایش خانگی ایرانی در ژانر کمدی به کارگردانی مهران مدیری و نویسندگی امیر برادران، محصول سال ۱۴۰۳ است. این مجموعه، دوشنبه‌ها از شبکهٔ نمایش خانگی فیلم‌نت پخش می‌شد.طرح اولیه «قهوه پدری» بر اساس فیلم دزدهای خرده‌پا ساخته وودی آلن است

## داستان
سریال قهوه پدری که قرار بود با نام پدر قهوه منتشر شود، به نوعی ادامه داستان دو سریال قبلی مهران مدیری، یعنی هیولا و دراکولا را روایت می‌کند؛
قهوه پدری دربارهٔ خانواده ادیب است که با مشکل مالی مواجه شده‌اند. پدر (سام درخشانی) کتابفروشی ورشکسته‌ای است که مغازه‌اش را فروخته و مادر (ژاله صامتی) معاون بانک است. آن‌ها به پیشنهاد مردی به اسم «اون» با بازی مهران مدیری ۴ میلیارد پول قرض می‌گیرند تا قهوه وارد کنند. ولی با نوسانات قیمت‌ها تمامی نقشه‌های خانواده ادیب نقش بر آب می‌شود.
سریال قهوه پدری با محوریت موضوع فساد مالی، قرار است داستان خانواده‌ای را روایت کند که علاوه بر مشکلات کوچک و بزرگی که بر سر راه کسب و کارشان قرار دارد، مشکلات خانوادگی هم دارند؛ اما تمامی این معضلات از طریق داستان‌های خنده‌دار و گاهی کمدی‌های سیاه به نمایش می‌آید.

## بازیگران و شخصیت‌ها
| بازیگر         | نقش               | توضیحات                                           |
| -------------- | ----------------- | ------------------------------------------------- |
| سام درخشانی    | جهانگیر ادیب      | نقش اصلی، شوهر سیمین، پدر مجید، سعید و سپیده      |
| ژاله صامتی     | سیمین سامان       | همسر جهانگیر، معاون بانک، مادر مجید، سعید و سپیده |
| سیدجواد رضویان | نجم‌الدین میخچالچی | شوهر بهار، رئیس بانک                              |
| مهران مدیری    | اون               | دوست جهانگیر                                      |
| حامد آهنگی     | ایرج برذپاش       | نگهبان بانک                                       |
| بیتا سحرخیز    | بهار خوشرو        | همسر میخچالچی، کارمند بانک                        |
| اردشیر کاظمی   | ناصر تونل         | دوست اون                                          |
| مجید نوروزی    | مجید ادیب         | شوهر ملیسا، پسر سیمین و جهانگیر                   |
| ملیسا ذاکری    | ملیسا فاضلی       | همسر مجید، دختر آقای فاضلی                        |
| سپیده بیگلری   | سپیده ادیب        | دختر سیمین و جهانگیر                              |
| سعید نعمتی     | سعید ادیب         | پسر سیمین و جهانگیر                               |
| حامد وکیلی     | بیژن فاضلی        | پدر ملیسا، پدر زن مجید، شوهر دوم ناهید خانم       |
| سهیلا کاشفی    | ناهید خانم        | دوست سیمین، همسر دوم آقای فاضلی                   |
| ساقی عطایی     | افسانه فرامرزی    | صاحب کافی‌شاپ                                      |
| نگین صفری‌جم    | نازگل             | دختر خانم فرامرزی، همسر ایرج                      |
| فرشید ناصری    | منوچ              | شرخر                                              |
| پدرام محمدی    | فرزاد قاسمی       | کارمند بانک                                       |
| حورا طباطبایی  | رعنا بیات         | کارمند بانک                                       |
| امیرحسین موسوی | آرشام             | باجناغ میخچالچی                                   |
| علی برجی       | کلیدساز           | کلیدساز، دوست ناصر تونل                           |

## بازخورد
قهوه پدری نقدهای عموماً منفی دریافت کرد.
خبرگزاری تسنیم نوشته است: «حالا دیگر نمی‌توان به مهران مدیری هم امید بست. روزگاری آثار او می‌توانست تِراپی روح و روان مخاطب باشد و در چند سال اخیر او در عرصهٔ ساخت سریال و حتی بعضاً بعد از دورهمی با هیچ برنامه‌ای نتوانسته توفیقِ گذشته را کسب کند. در حال حاضر می‌توان گفت بسیار منتظر بودیم مهران مدیری با اثری جدید برگردد اما شروع بدی داشت.» مشرق نیوز نوشت: «قهوهٔ پدری»، با این شلختگی و ولنگاری در فیلمنامه، خط داستانی، شخصیت‌ها، بازی‌ها و فقر شدید «طنازی»، نشان از یک مهران مدیری بسیار بااعتماد به نفس دارد که آن‌قدر از وزن کارنامه و محبوبیت خود مطمئن است که صرف امضای خویش پای این کار را، ضامن محبوبیت می‌پندارد. اما به طرز آشکار و عیانی این برآورد اشتباه است. مدیری به تکرار مکررات افتاده و احتمال حذف از گردونهٔ رقابت برنامه‌سازی هم، آن‌چنان‌که او فکر می‌کند، از او دور نیست.